# 费高云
费高云（1971年8月6日—），男，汉族，江苏淮安人，中华人民共和国政治人物。扬州工学院（现并入扬州大学）电子系毕业，南京大学公共管理专业在职研究生学历，硕士学位。1992年12月加入中国共产党，1993年8月参加工作。曾任江苏省人民政府副省长，常州市委书记，启东市委书记，安徽省人民政府常务副省长等职。现任中共第二十届中央候补委员，中共安徽省委常委、合肥市委书记。

## 生平
1992年12月加入中国共产党，1993年8月参加工作。历任共青团邗江县委书记，邗江县运西乡党委副书记、乡长，中共仪征市委常委、市纪委书记，副市长（兼扬州化学工业园区管委会副主任），市委副书记、代市长、市长（兼扬州化学工业园区党工委副书记），市委书记（兼扬州化学工业园区党工委书记），中共南通市委常委、通州区委书记、市委组织部长、中共启东市委书记等职。2013年2月，任中共常州市委副书记兼市政府党组书记，次月任副市长，7月任代市长，次年1月正式当选常州市人民政府市长。
其常州市长任内，发生常州外国语学校新校区紧临的三家生产剧毒农药的化工厂原厂址因多年违法排放、填埋废水废料，致土壤和地下水重度污染，各种剧毒污染物超标数千、数万倍（据中央电视台报道，最严重样本中，土壤和地下水中的氯苯分别超标94799倍和78899倍），从而导致在校学生大面积患病的严重群体性污染事件；2014年8月1日，费高云曾实地察看该校新校区建设情况，并强调“要加紧学校工程建设，加快优质教育均衡发展步伐，让老百姓早日共享优质教育资源”。
2017年2月，任中共常州市委书记。2018年1月，当选江苏省人民政府副省长。2019年11月15日因江苏响水天嘉宜化工厂爆炸事故遭到政务记过处分。
2021年1月，费高云任江苏省委常委、政法委书记。同年12月不再兼任省委政法委书记，改兼省政府党组副书记、常务副省长。
2022年10月，费高云在中共二十大上当选中共中央候补委员。12月，费高云调任中共安徽省委常委、省政府党组副书记。2023年1月，任安徽省人民政府常务副省长，分管发展改革、财政、金融等工作。
2025年4月，改任中共合肥市委书记。5月，不再兼任安徽省人民政府常务副省长一职。